# Élections législatives de 1885 dans la Mayenne
Les élections législatives françaises de 1885 se déroulent les 4 et 18 octobre 1885. Dans le département de la Mayenne, cinq députés sont à élire dans le cadre d'un scrutin de liste majoritaire à la suite de la loi du 16 juin 1885.

## Mode de scrutin
Le mode de scrutin des élections législatives a été changé par le gouvernement de Jules Ferry (loi du 16 juin 1885) : un vote de liste à la majorité à deux tours est utilisé.
Le nombre de députés à élire par département est déterminé par le nombre d'habitants (article 2) : 70 000 habitants (étrangers non-compris) amènent un député. Cette disposition est atténuée car il est dit que « néanmoins, il sera tenu compte de toute fraction inférieure à soixante-dix mille » et que chaque département élit au moins trois députés (article 3). Le nombre de députés par département est déterminé par un tableau annexé à la loi, qui a un caractère législatif :
- au premier tour, pour être élu, il faut avoir la majorité absolue et réunir un nombre de suffrages égal au quart des électeurs inscrits dans la circonscription (article 5) ;
- au deuxième tour, il suffit de la majorité relative.

C'est une expérience de courte durée puisque l'on en revient au précédent système (loi du 13 février 1889) dès les élections suivantes.

## Candidats
Deux listes s'opposent durant cette élection:
- la liste républicaine modérée, réunissant divers candidats opportunistes ;
- la liste conservatrice pour les droites.

### Liste conservatrice
| N° | Candidats | Candidats                     | Parti        | Principales fonctions |
| -- | --------- | ----------------------------- | ------------ | --------------------- |
| 01 |           | Charles Théophile de Plazanet | Conservateur |                       |
| 02 |           | Henri de Vaujuas-Langan       | Légitimiste  |                       |
| 03 |           | Edmond Lucien Leblanc         | Conservateur |                       |
| 04 |           | Julien Bigot                  | Conservateur |                       |
| 05 |           | Alfred Barouille              | Orléaniste   |                       |

### Liste républicaine
| N° | Candidats | Candidats                     | Parti                | Principales fonctions |
| -- | --------- | ----------------------------- | -------------------- | --------------------- |
| 01 |           | Charles Lecomte *             | Républicains modérés |                       |
| 02 |           | Vital Bruneau *               | Gauche républicaine  |                       |
| 03 |           | Théophile Souchu-Servinière * | Républicains modérés |                       |
| 04 |           | Isidore Mignot                | Républicains modérés |                       |
| 05 |           | Amédée Renault-Morlière       | Gauche républicaine  |                       |

## Résultats

### Résultats à l'échelle du département
| Candidat et groupe politique | Candidat et groupe politique  | Candidat et groupe politique | Premier tour | Premier tour |
| Candidat et groupe politique | Candidat et groupe politique  | Candidat et groupe politique | Voix         | %            |
| ---------------------------- | ----------------------------- | ---------------------------- | ------------ | ------------ |
|                              | Charles Théophile de Plazanet | Conservateur                 | 41 263       | 56,91        |
|                              | Henri de Vaujuas-Langan       | Légitimiste                  | 41 322       | 56,99        |
|                              | Edmond Lucien Leblanc         | Conservateur                 | 41 467       | 57,19        |
|                              | Julien Bigot                  | Conservateur                 | 41 405       | 57,10        |
|                              | Alfred Barouille              | Orléaniste                   | 41 217       | 56,84        |
|                              |                               |                              |              |              |
|                              | Charles Lecomte *             | Républicains modérés         | 30 981       | 42,73        |
|                              | Vital Bruneau *               | Gauche républicaine          | 30 724       | 42,37        |
|                              | Théophile Souchu-Servinière * | Républicains modérés         | 30 682       | 42,31        |
|                              | Isidore Mignot                | Républicains modérés         | 30 653       | 42,27        |
|                              | Amédée Renault-Morlière *     | Gauche républicaine          | 31 086       | 42,87        |
|                              |                               |                              |              |              |
| Inscrits                     | Inscrits                      | Inscrits                     | 91 008       | 100,00       |
| Votants                      | Votants                       | Votants                      | 72 815       | 80,01        |
| Abstention                   | Abstention                    | Abstention                   | 18 193       | 19,99        |
| Blancs et nuls               | Blancs et nuls                | Blancs et nuls               | 306          | 0,42         |
| Exprimés                     | Exprimés                      | Exprimés                     | 72 509       | 99,58        |